# 常風行動
常風行動（英語：Operation Frequent Wind，越南语：／）或譯頻風行動、急風行動，是1975年4月29日－4月30日間，美軍趁著越南人民軍（北越軍）及越南南方民族解放阵线攻陷西貢之前，將在越美國公民、「處境危難」的越南共和國（南越）及其他國籍公民從該國首都西貢撤出的非战斗人员撤离行动，亦為歷史上最大規模的直升機撤運行動，同時也代表著美國對越南戰爭的介入徹底終止并宣告失败。透過該行動離開越南的各國人員共計7,000人左右，且行動期間有大量的照片、錄影等各種形式的紀錄或新聞報導流傳至今。
在常風行動進行之前，美國各駐外使館就已經存在有撤退計之類的標準作業程序，該年3月上旬，即開始調動各類民用、軍用的定翼飛機從西貢的新山一國際機場把民間人士送出越南、前往鄰近的亞洲國家。到4月中旬時，有鑑於越南事態的惡化，在西貢的應急計劃及籌備工作均開始實施，以替可能的直升機疏散行動鋪路。當越南共和政權的倒台隨著越南共和國軍（南越軍）在1975年春季攻勢之下的節節敗退而日漸成為定局後，美國海軍第76特遣艦隊所屬的船艦開始向頭頓附近的南海水域集結，以協助直升機任務的進行、也準備在必要時提供出動海軍、空軍飛機提供空中密接支援，但已經勢如破竹、到達西貢首都圈內的北越人民軍，不願因為直接插手常風行動而導致美軍反擊，並沒有在29日及30日兩天內採取任何讓美方需要動用空中支援的行動。
直接促使常風行動實施的原因，是因為4月28日傍晚一次對新山一空軍基地發動的空襲及之後持續至隔天29日的地面砲火攻擊。飛機撤離行動完全終止，並在該日上午正式敲定了常風行動的展開，美國直升機從下午14:00開始大量出現在西貢的天空，而主要的起降區則是新山一機場旁邊的國防武官辦事處館區，該處的疏散行動到晚上宣告完成。原先被當成次要疏散點、主要供大使館相關雇員撤離的美國駐南越大使館館舍，卻因為最接近市中心，而從早晨開始就被待撤人員和爆量的越南市民包圍，直到夜間更成為常風行動在西貢唯一的主要直升機降落點。
美國的撤離行動在末架直升機於4月30日早晨7時53分從使館頂樓起飛後結束，但尚有400名其他國家的駐越人員還沒運出。而除了搭乘美國直升機逃出的人員之外，仍有大量隸屬於南越空軍的直升機（甚至一些定翼機）在南越宣布投降的前後幾個小時內，飛往美國海軍艦隊上空要求降落，迅速被塞滿的甲板必須將部分直升機推下海才能容納更多的直升機進入。
常風行動本身透過直升機疏散了美國公民1,373人，南越民眾與其他國人員5,595人，而此前已有50,493人（含越籍孤兒2,678人）搭乘飛機從新山一機場飛離越南。

## 行動之前

### 初始規劃
僑民撤離對大部分美國駐外機構而言都是必备的標準措施，而從西貢撤離的計畫也已制定多年。最初選定的行動代號是「爪鉗」（Talon Vise），後來才改為「常風」。
到1975年時，爪鉗／常風行動預計要撤離的美國公民、非越南籍外國公民共計約8,000人，但待撤南越籍民眾的數據從未能夠估算出來。當時大使館名冊上列出的「處境危急」類越南人達到17,000名，若按照每戶家庭眷屬7人的平均值來推斷，再將得到的119,000人與其他類別的越南人相加，那最大的數值就足足有20萬人之譜。至於疏散方式，則列出了如下四個選項：
- 方案1：藉由商務班機從新山一機場運出人員，必要時追加南越其他機場投入疏散。
- 方案2：藉由軍用飛機從新山一機場運出人員，必要時追加南越其他機場投入疏散。
- 方案3：透過海運船隻從西貢港運出人員。
- 方案4：透過直升機將人員疏散到南中國海內的美國海軍艦艇上。

最後的方案4，原先預計會緊接在4月12日金邊的鷹遷行動後跟著執行。

### 西貢的前置作業
4月1日，由美國陸軍、美國海軍、美國空軍和美國海軍陸戰隊人員組成的疏散管制中心在美國駐越武官處之下創立。原先採12小時輪班制，但運作一天後就改成24小時。「最後防線計畫」（Plan Alamo）同樣在4月1日實施，以將武官處館區和附樓變成一座受到防衛的難民等候區，並可以讓1,500名待撤人員在此安置5天。當這塊區域在4月16日完工時，已經儲備了飲用水、C-口糧、燃料、油和潤滑劑等物資，備用發電設備、管線設施也裝設完成，區域邊緣也圍起了防護用的電線。
4月7日，美航公司（中情局資助）的一名機師倪奇·菲利皮（Nikki A. Fillipi）與美國海軍陸戰隊羅伯特·崔格中尉（Lt Robert Twigger）派到武官處協助行動，而美國海軍聯絡官則勘查了西貢市內的37棟建築物，並將其中13座選為適合當成直升機降落區的地點。太平洋建築與工程（Pacific Architects and Engineers）的工人也前往此13個預定地點移除障礙物，並在降落區的地面漆上與休伊直升機起落橇同寬的英文字母「H」。當美國總統傑拉爾德·福特在4月11日於一次公開講話中承諾會疏散各類越南公民後，負責提供直升機和地面警衛人員的第9陸戰兩棲旅於12日派員前往使館與美國駐南越大使葛拉漢·馬丁商討相關計畫，但馬丁大使對對於美國離開南越的行動相當不快。第9旅的准將旅長理查德·凱利在13日也飛到西貢會見馬丁大使，他事後表示會談氣氛相當緊繃。此外當天還派了使館警衛隊的13名陸戰隊員到新山一武官館區，以接替峴港和芽莊美國領事館（均已關閉）南撤的8名陸戰隊衛兵。
到4月下旬時，美航公司的直升機每天都會出動數架直升機往返新山一武官處和76艦隊，以使第9兩棲旅可以在新山一完成常風行動所需的工作，又不使駐留當地的人員超過50人，即巴黎和平協約對1973年後美軍駐越人員的規定上限人數。同樣在4月下旬，海軍陸戰隊使館衛兵關了紅十字街（Hồng Thập Tự，今阮氏明開街）204號的陸戰隊員宿舍，全部改住到大使館院區內的休閒區裡。
在常風行動中，除了指定武官處（美越難民疏散點）和美國大使館（使館雇員疏散點）為兩座主要疏散區域外，在西貢都會圈內尚有28棟建築被指定為接駁點，又預計在行動開始後派遣巴士到達這些點就位。為了配合這種疏散模式，還訓練一些美國民眾駕駛這些巴士、並練習開到指定建築待命。總共規劃了四條串聯各接駁點、從西貢市區到新山一機場的路線指定給這些巴士行走，每條路線都冠以西方地名來稱呼，例如聖塔菲、奧勒岡州、德州等。

### 海上的準備
當西貢陷落的局勢逐漸成為定局時，美國海軍於4月18日至24日之間，在西貢南方的沿海城市頭頓外海聚集了一群艦艇，由美國海軍第76特遣艦隊司令指揮，如下所示：
第76特遣艦隊指揮艦：藍嶺號（LCC-19）
第76.4特遣群（Task Group 76.4, Movement Transport Group Alpha）
- 沖繩號（英语：USS Okinawa (LPH-3)）
- 溫哥華號（英语：USS Vancouver (LPD-2)）
- 湯瑪斯頓號（英语：USS Thomaston (LSD-28)）
- 皮若亞號（英语：USS Peoria (LST-1183)）

第76.5特遣群（Task Group 76.5, Movement Transport Group Bravo）
- 迪比克號（英语：USS Dubuque (LPD-8)）
- 杜爾翰號（英语：USS Durham (LKA-114)）
- 弗雷德里克號（英语：USS Frederick (LST-1184)）

第76.9特遣群（Task Group 76.9, Movement Transport Group Charlie）
- 安克拉治號（英语：USS Anchorage (LSD-36)）
- 丹佛號（英语：USS Denver (LPD-9)）
- 杜魯斯號（英语：USS Duluth (LPD-6)）
- 莫比爾號（英语：USS Mobile (LKA-115)）

加入支援：
- 漢考克號（CVA-19）
- 中途島號（CVA-41）

兩艘航母各載有美國空軍第21特戰中隊的8架CH-53海種馬直升機、第40航太搜救中隊的2架HH-53直升機及海軍陸戰隊的其他直升機
第七艦隊旗艦：奧克拉荷馬市號
兩棲登陸艦：
- 維農山莊號（英语：USS Mount Vernon (LSD-39)）
- 巴伯縣號（英语：USS Barbour County (LST-1195)）
- 圖斯卡路撒號（英语：Tuscaloosa (LST-1187)）

飛彈巡洋艦：
- 沃登號（英语：USS Worden (CG-18)）

驅逐艦（砲火、護衛、防禦等支援）：
- 理查·B·安德森號（英语：USS Richard B. Anderson (DD-786)）
- 寇克蘭號（英语：USS Cochrane (DDG-21)）
- 柯爾克號（FF-1087）
- 格克號（英语：USS Gurke (DD-783)）
- 路雲號（英语：USS Rowan (DD-782)）
- 庫克號（FF-1083）[20]
- 鮑塞爾號（英语：USS Bausell (DD-845)）[21]

隸屬於第77特遣艦隊航母打擊群的企業號（CVN-65）和珊瑚海號（CVA-43）兩艘航空母艦也部署在南中國海提供空中掩護，而第73特遣艦隊則負責後勤支援。
海軍陸戰隊部分，則是第9海軍陸戰兩棲旅／第79.1特遣隊，由3個登陸營（Battalion Landing Team）、海軍陸戰隊4團2營、9團2營、9團3營與3個直升機中隊：第462重型直升機中隊、463重型直升機中隊、第165中型直升機中隊。除此之外還有其他從第39陸戰航空大隊派出的軍機。

## 實施

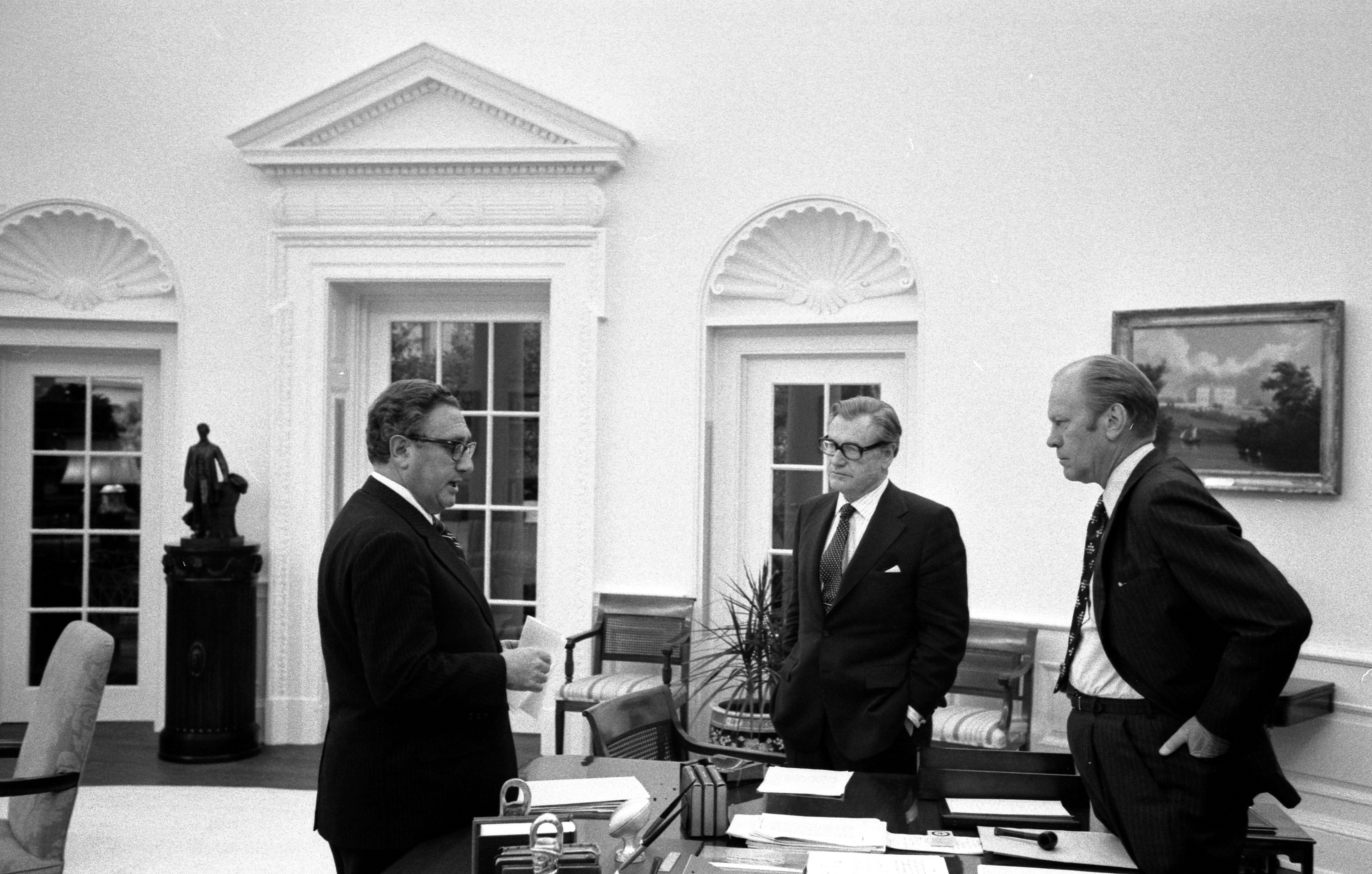
1975年4月28日，美國總統傑拉爾德·福特（右）與副總統納爾遜·洛克斐勒（中）、國務卿亨利·季辛吉（左）在白宮橢圓辦公室裡討論美國人員從西貢的疏散

### 飛機撤離行動終止
4月28日傍晚18時6分，數位已經變節的前南越空軍飞行员駕駛3架A-37攻擊機，飛至新山一空軍基地上空並投下MK81炸彈，並炸毀了數架軍機，南越空軍立刻派出F-5試圖攔截，但未能成功。之後，幾架從新山一起飛的C-130運輸機也報告說有北越陸軍用37毫米防空砲等地對空武器朝其射擊，同時也有零星的火箭和砲彈開始襲擊機場和內部的空軍設施。這次砲擊使C-130運輸機一度暫停起飛，但在晚間20時候又繼續飛出。晚間21時，時任美軍駐越武官的史密斯陸軍少將（Maj Gen Homer D Smith Jr）通知疏散管制中心，會有60架C-130運輸機在29日到新山一來撤走1萬人。
29日凌晨3時30分，北越砲彈擊中了武官處的1號崗哨，炸死值班的陸戰隊衛兵麥馬漢與賈基，兩人成為越戰中最後一批於越南境內殉職的美軍人員。3時58分，幾架由美國空軍第776遠征空運中隊人員駕駛的C-130E運輸機滑行在新山一的跑道上，準備接走難民時，被北越122毫米砲彈擊中。機組人員很快逃離著火的飛機，再搭乘另一架已降落的運輸機離開機場。這架C-130也成為美國空軍在越戰期間最後一架從新山一起飛的固定翼飛機。凌晨4時30分至早上8時間，北越朝新山一機場發射的砲彈中，估計有40發左右落在武官處館區內。
由於上述的攻擊事件，史密斯少將告訴馬丁大使應該終止飛機撤離行動，而展開「常風」，改用直升機撤走剩下人員。原本不願接受、還執意前往新山一機場察看形勢的馬丁大使，終於在上午10時之後同意，並於10:48聯絡華府，準備展開方案4中的直升機行動。於是在西貢時間10時51分，從美軍太平洋司令部傳來了「常風行動」的執行令，但由於指揮鏈的忙亂和延宕，使凱利准將到一個多小時後、即西貢時間中午12時15分才接獲執行令。

### 直升機撤離開始：4月裡的白色聖誕
作為疏散行動前準備的一環，美國駐西貢大使館發行了一套15頁的說明手冊，名稱取自於（對民眾危難時之標準指示與建議）的縮寫，冊內包含了標出各集合點位置的西貢地圖，附註說明「有直升機接送的集合區」，並有一折疊插頁寫道：「請記住以下疏散信號，切勿洩露給其他人員。當撤離命令下達後，美軍廣播電台將放送一段訊息，內容如下：西貢的氣溫是華氏105度（攝氏40.5度）[註1]且仍在上升中。緊接著會播出歌曲『白色聖誕』」。這時發生了一個插曲：派駐西貢的日本記者們擔心自己屆時會不認得「白色聖誕」的旋律，開始到處請美國人唱給他們聽。曾任美國中央情報局西貢站首席分析師的法蘭克·斯奈普之後回憶起疏散當日，直升機在電台反覆播放的「白色聖誕」歌聲中降落到大使館上的光景，形容那是「荒誕詭異的一刻」。
隨著《白色聖誕》開始在收音機裡響起，客運巴士在天氣極端悶熱的西貢城裡穿梭著，前往各個集合點把候車人群送去新山一。由於這套系統運作順利而有效率，因此這些巴士完成原先訂定的一趟接駁後，還能再額外加跑兩趟。然而下午17時約45分，在新山一機場入口碰到了最大的阻礙——戍衛大門的南越陸軍拒絕讓最後一隊巴士進入直升機降落的武官處館區。與此同時，兩支南越軍的部隊又起了內訌而互相射擊，將車隊後段捲入了交火之中，打壞了兩輛車。最後南越軍駐在機場入口的部隊指揮官才讓這最後一批巴士進入，而這可能是由於凱利准將表達了要動用裝有砲塔的AH-1J海眼鏡蛇直升機飛臨上空的威脅奏效了，才改變這位軍官的主意。

### 行動期間的應變措施
由於美國人不清楚北越人民軍，甚至南越政府軍是否會試圖干擾行動，因此決策者必須將所有可能發生的狀況納入考量。第9陸戰兩棲旅制定了常風行動中直升機的飛行高度、路線、參考點，以保證疏散行動能安全進行。為了防止空中事故，選擇了6,500英尺（2,000）作為進入西貢的航行高度、5,500英尺（1,700）作為出城方向的高度，既能不使航線交錯、又能察覺並避免地面的AAA、SA-2、SA-7防空導彈攻擊，也可降低小型武器或砲兵武器的威脅程度。
一旦發生了直升機因為遇襲、或是機械故障而必需緊急降落在敵區的狀況，海軍陸戰隊39飛行大隊會從藍嶺號派兩架CH-46直升機，每架各載15名隸屬於陸戰隊9團1營A連1排人員組成的快速反應小組，飛至現場降落並提供防衛，以使搜索與營救直升機可以接走機上人員。此外，這兩架CH-46也可當成醫療後送的載具，而AH-1J直升機也會前往支援請求援助的運輸直升機或地面人員，機上人員也能擔當前進空中管制官的角色。
企業號及珊瑚海號航母的海軍飛行大隊，同樣也準備在需要時，出動A-6攻擊機或A-7攻擊機進行空中支援、反制地對空武器等任務，亦從企業號上的海軍第1戰機中隊和第2戰機中隊提供F-14雄貓式戰鬥機協助直升機航線的掩護，這是F-14第一次正式參與戰鬥任務。。美國空軍則從泰國的那空拍儂、呵叻及烏打拋等軍用機場派機，於西貢進行疏散期間在空中待命，一個C-130空降指揮部則管制所有的美軍空中行動。夜間時，則由美空軍第16特戰中隊的AC-130空中砲艇取代F-4戰機、F-111戰鬥轟炸機和A-7攻擊機在白天進行的空中掩護任務，並由美國戰略航空司令部的波音KC-135空中加油機提供空中加油。
在常風行動期間，北越人民軍部隊並未對行動本身進行干涉。雖然一些提供空中掩護的飛機，表示在靠近首都圈北方的邊和空軍基地（已於4月25日落入北越控制之下）時，曾被地對空雷達追蹤，但是并无导弹從基地內發射。實際上，負責指揮北越攻城部隊的指揮官文進勇大將，已接獲河內方面的指令，勿將美機當成攻擊目標。在地面，則以撤離的機會作為條件交換，請西貢警員在常風行動期間保護美國巴士、管制街上人群。偶有心生怨懟的南越部隊以小型武器對美國直升機開火的事件，但沒有造成嚴重損失。而北越軍AAA防空砲火射擊的事件也有發生過，但疏散期間，美國海空兩軍的飛機沒有攻擊北越據點。
但與潛在的武力威脅相比，當天天氣對行動造成的實質影響更大。「常風」展開時，首波直升機的駕駛員回報天候狀況，距地面2,000英尺（610）高處有散雲（比航線高度還低）、能見度約15英里（24），但西貢市區上空有霾霧時可使之降至僅剩1英里（1.6），而且航線以上2英里（3,200）處還有濃重的雲霧遮蔽陽光。此外，之後的天候狀況還變得對飛行更為不利。

### 美航公司
美航公司在與美國武官處達成協議後，也投入了常風行動中。該公司從其28架可用的直升機中出動了24架支援疏散，而同意留在西貢參與行動的機師有31位，這意味著大部分的直升機都只配到1位駕駛員，而正常狀態下是兩位。4月29日上午8時30分後，隨著對新山一機場的砲擊逐漸平息，住在西貢各地的美航直升機及飛機駕駛被接到新山一機場裡、跟武官處辦公區隔街相鄰的美航公司用地，駕駛直升機飛往西貢市區的降落區，並將等待後撤的人士接回新山一、或是直接送往外海的艦隊。上午10時30分後，美航公司所有的飛機都已經飛離新山一機場，盡量載滿了最多的越南市民和次要美籍公民前往泰國。在同日早上，南越空軍的一些飛行員從停機坪開走了5架國際管制與監督委員會（聯合國駐越南維和機構）的UH1-H直升機和1架美航公司的貝爾204直升機逃出西貢。

嘉隆街22號屋頂上的美航公司直升機正在撤離人員。這張由荷蘭記者休·范艾斯拍攝的照片成為越戰末期的經典寫照

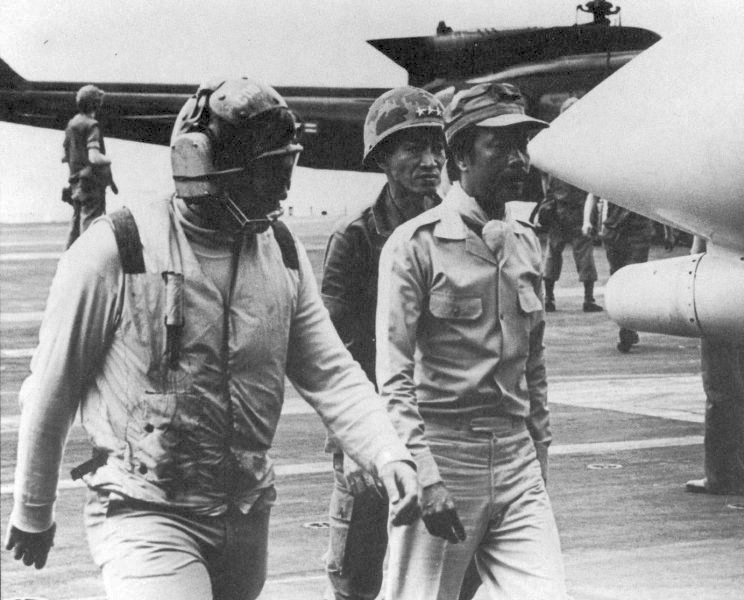
登上中途島號航空母艦的南越空軍少將阮高祺，後方戴鋼盔者為南越陸軍中將吳光長

上午11時，由於美航公司使用的40號降落區不在美國海軍陸戰隊的防線內，而且指揮官凱利准將也不願擴大保護範圍，因此開始將其下的直升機移到武官處附樓旁網球場的35號降落區內。儘管解決了安全疑慮，但卻也因此無法從40號降落區內屬於美航的加油設施補充直升機所需的燃料，而76特遣艦隊的船隻在行動初期都不願意讓他們加油。根據美國海軍檔案，一架載著南越空軍少將阮高祺夫婦和馬丁大使夫人等人的貝爾205直升機降落到丹佛號上，但同時又有報導和照片指出阮高祺少將是親自駕駛UH-1H 休伊直升機飛到中途島號航母上的。
下午約14時30分左右，一架編號「N47004」的美航公司貝爾205直升機降落在嘉隆街22號「皮特曼公寓」（Pittman Building）屋頂上。此前該樓並不是指定降落區，但是當戰士圓環（Chiến Sĩ）6號一家飯店的降落點宣告無法使用後，中情局西貢站站長波爾加（Tom Polgar）向美大使館航空組副組長哈納格（Oren B. Harnage）要求將降落區改到皮特曼公寓，因為該公寓的電梯井頂端可支撐休伊直升機的重量。於是哈納格從大使館頂樓直升機台搭了這架直升機，短短飛了幾分鐘就到達等滿了30多個人員的狹小公寓屋頂上，並下機接了15人離開，餘下人群則繼續枯等著久久不來的直升機。這一幕被合眾社荷籍記者休·范艾斯拍下，並成了一張有名的照片。
美國航空公司直到傍晚之前都不斷地出動直升機到西貢各地的屋頂降落區上疏散人員，之後就由於夜色昏暗的關係而使航行變得困難，但他們還是派機到一些特定地點去檢查有沒有美國人員被遺落在後。然後這批直升機，大部分的所剩油量都已很少，而飛往第76特遣艦隊所在的海上，降落到漢考克號或中途島號航母甲板後準備收工。所有的美航直升機在晚間21時之後都全部停飛了，除了剩下的20架直升機還正常外，共有三架直升機已損壞、或是直接拋棄在海中。美航公司在29日當天的常風行動中，共在新山一武官處、大使館和76特遣艦隊間協助運送了1,000左右的逃難人員。

### 武官處新山一館區

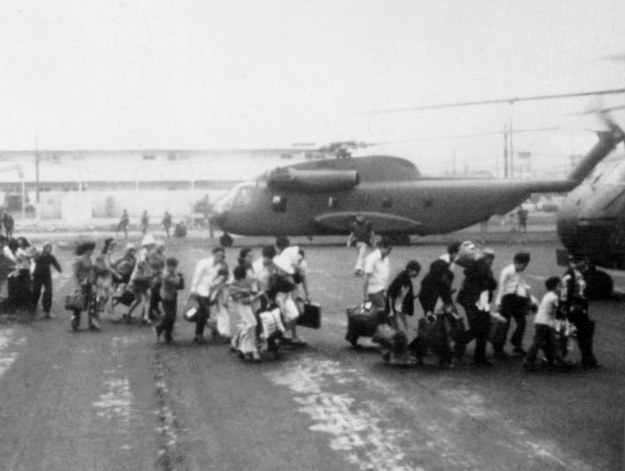
越南民眾們在新山一武官處館區的39號著陸區登上一架CH-53直升機

下午13時50分至14時6分間，第9陸戰兩棲旅（9th MAB）旅長凱利准將（Brig Gen Richard E. Carey）和陸戰隊第4登陸團（RLT4）團長葛雷上校（Colonel Gray）在飛至DAO新山一武官處的UH-1休伊直升機上目睹了北越軍對新山一機場的開火。他們降落後快速建立了克難的臨時指揮所，替即將進入那邊的海軍陸戰隊CH-53直升機和地面警備部隊作準備。
15時06分後，首批隸屬於海軍陸戰隊462直升機中隊的12架CH-53海種馬直升機、海軍陸戰隊4團2營的A、B兩指揮隊（command groups "Alpha" and "Bravo"）、F連和增援的H連到達DAO館區。雖然降落時一度有南越士兵發射M79榴彈發射器和步槍子彈洩憤，但沒對直升機造成顯著損傷。第二批是12架屬於463直升機中隊的CH-53，於15時15分飛抵，還帶了增援部隊到場。武官處的主樓和附樓由A指揮隊、B指揮隊、步槍連、81mm迫擊砲排、海軍陸戰隊E連、F連、G連、H連分區防衛。15時40分，常風行動中首批運出的難民，由462中隊的CH-53直升機載離新山一。在17時30分、以及晚間19時至21時之間，凱利准將從新山一調了130多名陸戰隊衛兵去西貢市區協助美國大使館的行動。
19:30，凱利准將指示所有在附樓的隊員撤入本部大樓，此後美軍防線便縮小至DAO本部和36號著陸區。20:30，在新山一的末批難民已全部登機。22時50分，降落管制部隊完成疏散後，凱利將軍命令DAO館區內的地面部隊跟著撤出。4月30日半夜0時30分，4團2營最後留守的陸戰隊員乘兩架CH-53直升機從武官處的停車場起飛離開越南。

### 美國大使館
常風行動開始前的4月25日，第9兩棲旅的40名陸戰隊員扮成平民，從漢考克號航空母艦搭乘美航公司直升機飛到西貢新山一空軍基地隔壁的美國武官處新山一館區（DAO Compound）以就近增援美國大使館內的18名陸戰隊使館衛兵，也額外調了6人去保護馬丁大使。對情勢依然抱持樂觀立場的馬丁大使，儘管知道海軍陸戰隊必須要先將院子裡的綠樹和灌木鋸斷，才能把大使館停車場開闢為直升機降落區，但他不希望因為砍樹的動作引起外界注意，進而在越南造成恐慌，要求陸戰隊使館衛兵營營長基恩少校（Major James Kean）先別採取行動。
4月29日上午10時至12時，基恩少校才開始指揮部下在使館院子裡鋸樹木，使得大使館除了可停UH-1直升機和CH-46海騎士直升機的頂樓外，還讓較大型也較重的CH-53海種馬直升機可以利用第二塊開闢出來的停車場降落區。而外面的街上則是從早晨就開始聚集、估計已達1萬名的人潮，同時已進入院區內的則有2,500人。這對於原先用巴士疏運人潮到新山一機場的計劃、或是對於具備疏散資格而尚未進入使館的人員（例如與美國機構或南越軍政單位相關的南越人士）而言，都構成了相當的阻礙。而使館周圍裝有鐵絲網的圍牆上也已經爬滿恐慌的市民，現場氛圍在大熱天中更顯失序。
下午17:00，第一架CH-46海騎士直升機飛到美國大使館。晚間19時後，大使館已經隨著新山一武官處的撤離行動結束，而成為美軍直升機往西貢唯一的起降點。由於從艦隊方面聽說天黑會導致直升機出動密度的減少，基恩少校下令將留在大使館內的汽車停到降落區旁邊，開車燈照亮地面以保證撤離行動可以繼續。21時30分，基恩請馬丁大使聯繫白宮，要求將撤離任務延長至原先規定的23時之後，而凱利准將也在藍嶺號指揮艦上請求惠特邁爾上將（Admiral Whitmire） 使直升機可以在飛行員疲勞、能見度因夜色、火災煙霧和壞天氣而降低的情況下，繼續出動直升機。
4月30日凌晨2時15分，CH-46直升機和CH-53直升機的降落頻率約為10分鐘一架，而大使館方面估計還需19架直升機才能完成行動。基恩少校估計現場仍有非美籍難民850名、美國人（含陸戰隊員）225名。凌晨3時，馬丁命令基恩少校將所有難民移動到停車場降落區、也就是海軍陸戰隊的最後防線內。3時27分，福特總統下令表示之後出動於疏散任務的直升機架次不得多於19架。凌晨4時30分，由於19架的上限早已超過，凱利旅長透過軍用無線電告頂樓的基恩少校，說福特總統下令即時起只疏散美國人，並命令基恩把所有部下撤入使館樓內，到頂樓準備等待撤退。基恩回到地面命令陸戰隊員們在入口集合，因此當使館外的人群衝破大門進入院子時，大部分的陸戰隊員都已退回使館內，關上使館辦公樓的大門，再沿著樓梯登上六樓，並鎖上後面的柵門。當一輛運水車撞爛使館大門後，市民們湧入樓梯。海軍陸戰隊員堵了頂樓梯口，再用催淚劑阻止民眾進入頂樓。
凌晨4時58分，馬丁大使終於搭上無線電呼號為「9號王牌女郎」（Lady Ace 09）的CH-46海騎士直升機飛往外海的藍嶺號。但當該直升機傳送「老虎已出閘」（Tiger is out）的訊息，表示大使已離開後，包括基恩少校在內的陸戰隊員們還留在大使館屋頂上，因此又從艦隊增派了直升機飛回西貢接他們。早上7時53分，164直升機中隊的一架CH-46海騎士將最後一批海軍陸戰隊衛兵從大使館屋頂載走，成為最後一架飛離越南的美國直升機，8時30分飛抵沖繩號兩棲突擊艦。常風行動在西貢結束後的不到5個小時內，北越坦克就開入了美國大使館和南越總統府附近的街道。

### 外海的紛亂
在常風行動期間，數量不明但相當眾多的南越軍用直升機也陸續從南越僅剩的控制區飛到海上尋找美軍艦隊。4月29日中午12時，5至6架的南越空軍UH-1H直升機、以及在新山一機場被開走的聯合國UH-1H直升機已經繞著藍嶺號指揮艦兜圈子。艦隊方面告訴機師們，到甲板上卸完乘載人員後，重新飛回海上，再拋棄直升機跳到海裡，美軍會迅速從艦上派救難小艇去救他們回來。一位開走聯合國ICCS休伊直升機才逃到海上的南越空軍駕駛員，儘管也被告知要這麼做，卻顯得相當不情願，之後他才把直升機開到藍嶺號的右前方，再從40英尺（12）高的空中跳到水裡，但他的直升機打轉了一番後，先撞上藍嶺號的甲板邊緣才落入海中，而且還撞斷了尾旋翼，把葉片彈入了一架在艦上加油的貝爾205直升機的引擎中。這架直升機的駕駛急忙關了引擎並從機旁逃開，不久後又一架南越空軍UH-1H直升機，準備降落在甲板上時，槳尖卡到了這架貝爾直升機，差點把它擠下海。而同樣在新山一被開走的美航公司貝爾204直升機，則是飛到柯爾克號降落，然後美國海軍的直升機駕駛員又把它開到沖繩號上。由於飛往第76特遣艦隊的南越軍直升機實在太多，因此最後共推了45架UH-1休伊直升機和至少1架CH-47直升機下海，才有辦法騰出空間讓更多載人的直升機到甲板上卸客。

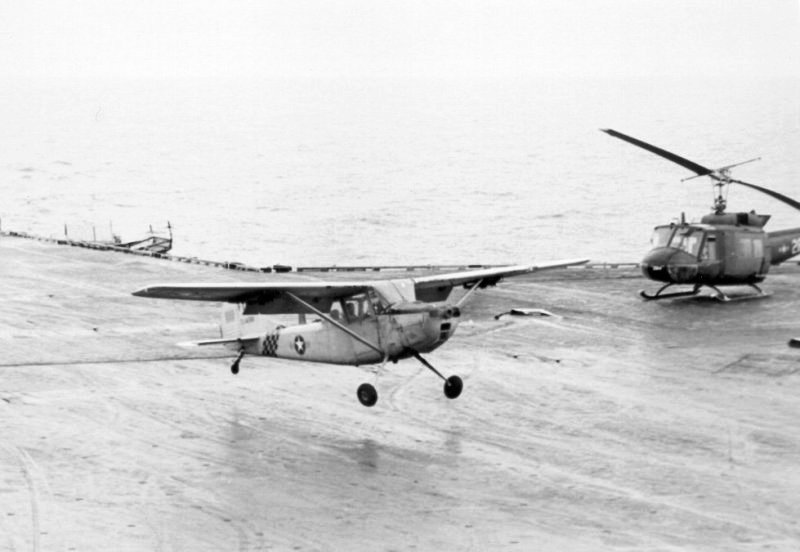
黎邦少校一家七口乘坐的O-1觀測機於4月29日降落在中途島號航母

在常風行動期間飛上美海軍艦艇的南越飛機中，最有名的是由南越空軍少校黎邦（Buang-Ly）駕駛的一架O-1觀測機。他在4月29日時因為沒跟上已經撤離的美國同僚，而從空軍基地裡搶了飛機開出，再載了妻子和兒女飛往中途島號航母上空。他把包著菸灰缸的地圖空投到甲板上，地圖紙的空白處寫著：「你們可以把这些直升機往甲板另一侧移嗎，我可以在你们的跑道降落，我還能再飛一個小時，足夠我們移開直升機。請救救我。黎邦少校、妻子和5个孩子 」。（ "Can you move these helicopter to the other side, I can land on your runway, I can fly 1 hour more, we have enough time to move. Please rescue me. Major Buang, Wife and 5 child."）中途島號的上校艦長勞倫斯·錢伯斯立刻下令甲板上的地勤人員清空跑道，甚至直接乾脆地把沒地方挪的直升機推下海，盡可能地擴大跑道淨空空間。作業完成後，黎邦少校開始降低高度，落在跑道上，滑行至停止後還有寬裕的剩餘空間。黎邦少校因此成了南越第一位降落到航空母艦上的定翼機駕駛員。當天下午，中途島號又救了另一架O-1。
當空中撤退在進行的同時，許多南越市民也透過戎克船、舢舨及各類小型航海船隻抵達美軍76特遣艦隊所在的水域，美國軍事海運司令部的拖船也拉著許多從西貢港開出、上頭載滿難民的駁船前去與76艦隊會合。一批由26艘南越海軍艦艇及其他船隻組成的船隊在頭頓西南方的龍山島附近海域集結後，載上了海軍官兵、眷屬及一般平民等3萬人，並朝外海駛去。4月30日下午，76特遣艦隊開離沿岸水域，途中順道接走了更多難民。5月2日，該特遣艦隊載著常風行動中撤離的難民、4萬4千名自力經由海路逃出的難民，與南越海軍的船艦一起前往菲律賓和關島。

## 結果
根據美國海軍陸戰隊估計，常風行動期間的直升機出動架次為682班、累積飛行時數1,054小時，而之前的飛機疏散階段，則有50,493名各國人士搭乘美國飛機離開越南。新山一美軍武官處的疏散行動持續了9個小時，海軍陸戰隊和空軍共出動了50架直升機到那裡參與撤離，共計395名美國人、4,475名他國公民（主要為南越民眾）從新山一武官處搭直升機離開。978名美國公民、1,120名他國公民從美大使館搭直升機離開，因此常風行動運出的各國人員總數，是美國人1,373名、南越及第三國人士5,595名，而美航公司和南越空軍也載了許多南越平民趕上76特遣艦隊的船隻。許多透過常風行動逃出的越南人士都因為1975年5月通過的《印度支那移民和難民援助法》而獲准移民美國。但在常風行動結束後的4月30日早晨，美國大使館內仍有400人尚未撤離，包括了100名在越韓國人，當中官位最高的是韓國駐西貢大使館的經濟公使、陸軍准將李大鎔，當大部分的韓國公民在1976年返國後，他與另2名外交官仍被越南當局扣留到1980年4月才被釋放。
儘管常風行動本身的執行情況算是成功，但在象徵意義上，卻常用來代表美國對越南的介入已經成為一次徹底的徒勞無功。總統福特儘管將越戰形容為「美國歷史上一個傷感及悲慘的時期」，但對於常風行動，仍表示「你無法不以那些投入疏散行動的駕駛員、還有其他每位參與人士為榮」。

### 人員損失
以常風行動的規模和複雜程度而言，過程中的死傷人數相對顯得較少。唯一的案例，便是於直升機撤離展開前幾個小時即已喪命的查爾斯·麥馬漢與達爾文·賈基兩名陸戰隊衛兵，除此之外沒有因行動本身而在南越地面或上空死傷的美國人。儘管有架海軍陸戰隊的AH-1J海眼鏡蛇直升機因為在尋找海軍沖繩號時用盡燃料，而使機上人員跳機，但馬上被柯爾克號上派出的小艇救起而沒造成傷亡。
然而，常風行動期間卻有兩名美軍失蹤在海上。一架隸屬於陸戰隊164直升機中隊、由上尉尼斯圖（William C. Nystul）和中尉席亞（Michael J. Shea）駕駛的CH-46F海騎士直升機在完成夜間搜救任務後，準備飛回漢考克號時墜入海中，機上乘載的兩名士兵最後存活下來，但沒尋獲駕駛的遺體，而墜機原因至今未明。

## 影響

### 紀念
1998年，胡志明市內的美國駐西貢大使館舊舍因為不堪使用而遭到拆除，但保留了常風行動期間，由大使館屋頂通向頂樓直升機降落台的階梯，目前這段階梯展示於美國密西根州的傑拉爾德·福特總統博物館。
兩架在常風行動中飛出西貢的飛機也被移到美國的博物館裡供後人參觀，分別是載出馬丁大使的「9號王牌女郎」CH-46海騎士直升機，展示於加州密拉瑪海軍陸戰隊航空基地的飛行皮領航空博物館內。黎邦少校一家人開出的O-1觀測機則運到佛羅里達州彭薩科拉海軍航空基地內的國立海軍航空博物館展出。

### 大眾文化
合眾國際社記者休·范艾斯在4月29日下午14時30分左右在嘉隆街22號附近的半島酒店（Peninsula Hotel），正好目睹了美航公司的休伊直升機在該樓屋頂接人。他在工作室裡把底片沖印好後，於當天下午把照片傳到東京的合眾社辦事處去。這棟現址已改為李自重街（Lý Tự Trọng）22號的建築物，在1975年之後的很長一段時間裡都被誤當成美國大使館，而這張照片的構圖也常被許多社論漫畫當成題材，通常用於評論美國的外交政策。
著名音樂劇《西貢小姐》的第一幕中，描述兩名相愛的主角——美國海軍陸戰隊中士克里斯（Chris）和越南女子金（Kim）在匆忙進行的常風行動中被迫分離。編劇克勞德-米歇爾·勳伯格之後表示這場音樂劇中，有部分劇情正是被直升機撤離人員的照片所啟發。但范艾斯卻因為認為該劇未經自己許可即使用照片，一度打算訴諸法律，不過後來打消念頭。
在《辛普森家庭》第6季第16集中，辛普森一家人被憤怒的澳洲群眾追殺，而逃入美國大使館。最後眾人搭直升機從屋頂逃離的畫面也是參照了范艾斯的照片。

## 延伸閱讀
- Engelmann, Larry. Tears before the Rain: An Oral History of the Fall of South Vietnam. Oxford University Press, USA, 1990. ISBN 9780195053869
- Snepp, Frank. Decent Interval: An Insider's Account of Saigon's Indecent End Told by the CIA's Chief Strategy Analyst in Vietnam. University Press of Kansas, 1977. ISBN 0700612130
- Todd, Olivier. Cruel April: The Fall of Saigon. W.W. Norton & Company, 1990. ISBN 9780393027877

## 外部連結
- BBC News footage of the Fall of Saigon （页面存档备份，存于）
- ITN News footage of the Fall of Saigon （页面存档备份，存于）.
- Saigon Facilities Map 1969
- Scenes from Operation Frequent Wind （页面存档备份，存于）.
- 21st SOS Frequent Wind and Mayaguez Incident gallery
- Video clip: Footage of evacuation operations underway aboard USS Midway, including historic Cessna O-1 landing by VNAF pilot Major Buang （页面存档备份，存于）